# Gayle Gordon
Gayle Gordon (* 27. August 1955 in Winnipeg) ist eine ehemalige kanadische Eisschnellläuferin.

## Werdegang
Gordon nahm von 1972 bis 1976 an internationalen Wettbewerben teil und belegte bei den Olympischen Winterspielen 1972 in Sapporo den 32. Platz über 1000 m und den 27. Rang über 1500 m. In der Saison 1972/73 errang sie bei den Juniorenweltmeisterschaften 1973 in Assen den 11. Platz im Kleinen Vierkampf und bei der Sprintweltmeisterschaft 1973 in Oslo den 20. Platz im Sprint-Mehrkampf. In der folgenden Saison kam sie bei der Sprintweltmeisterschaft 1974 in Innsbruck auf den 18. Platz im Sprint-Mehrkampf, bei den Juniorenweltmeisterschaften 1974 in Cortina d’Ampezzo auf den 14. Rang und bei der Mehrkampfweltmeisterschaft 1974 in Heerenveen auf den 19. Platz im Kleinen Vierkampf. Im Jahr 1975 lief sie bei der Sprintweltmeisterschaft in Göteborg auf den 21. Platz im Sprint-Mehrkampf, bei den Juniorenweltmeisterschaften in Strömsund auf den achten Rang und bei der Mehrkampfweltmeisterschaft in Assen auf den 14. Platz im Kleinen Vierkampf. Letztmals international startete sie bei den Olympischen Winterspielen 1976 in Innsbruck, wobei sie den 23. Platz über 3000 m errang.

## Erfolge

### Olympische Spiele
- 1972 Sapporo: 27. Platz 1500 m, 32. Platz 1000 m
- 1976 Innsbruck: 23. Platz 3000 m

### Mehrkampf-Weltmeisterschaften
- 1973 Strömsund: 21. Platz Kleiner Vierkampf
- 1974 Heerenveen: 19. Platz Kleiner Vierkampf
- 1975 Assen: 14. Platz Kleiner Vierkampf

### Sprint-Weltmeisterschaften
- 1973 Oslo: 20. Platz Sprint-Mehrkampf
- 1974 Innsbruck: 18. Platz Sprint-Mehrkampf
- 1975 Göteborg: 21. Platz Sprint-Mehrkampf

## Persönliche Bestzeiten
| Disziplin | Zeit        | Datum           | Ort                  |
| --------- | ----------- | --------------- | -------------------- |
| 500 m     | 44,90 s     | 2. Februar 1974 | Davos                |
| 1000 m    | 1:31,73 min | 1. Februar 1976 | Inzell               |
| 1500 m    | 2:22,11 min | 1. Februar 1976 | Inzell               |
| 3000 m    | 5:06,55 min | 24. Januar 1976 | Madonna di Campiglio |